# 皮约斯
皮约斯（法語：Pieusse，法語發音：[pjøs] ⓘ）是法国奥德省的一个市镇，属于利穆区。

## 地理
皮约斯（43°4'47"N, 2°13'57"E）面积12.92 平方千米，位于法国奧克西塔尼大區奥德省，该省份为法国南部沿海省份，北起塔恩省，西北接上加龙省，西接阿列日省，南至东比利牛斯省，东临地中海，东北与埃罗省接壤。
与皮约斯接壤的市镇（或旧市镇、城区）包括：塞皮、加尔迪、利穆、波马、圣伊莱尔、圣马丹-德维勒雷格朗、维拉尔圣昂塞尔姆。

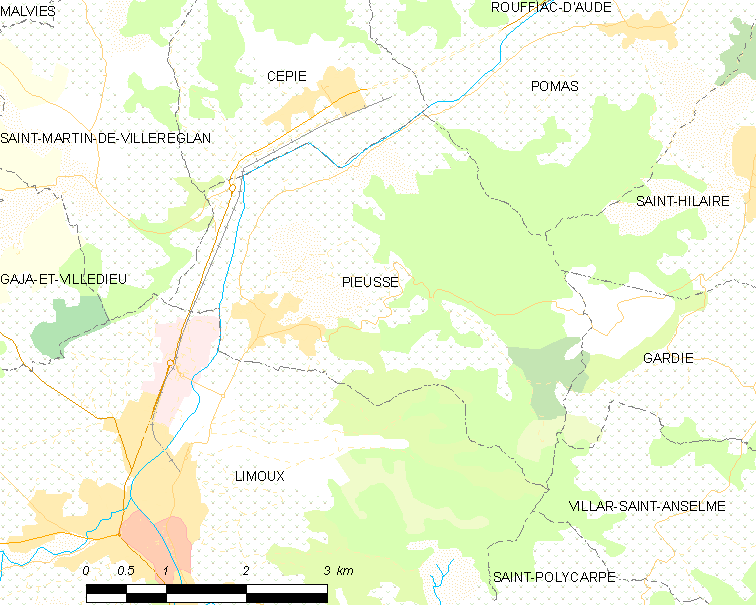
皮约斯的OSM定位图

皮约斯的时区为UTC+01:00、UTC+02:00（夏令时）。

## 行政
皮约斯的邮政编码为11300，INSEE市镇编码为11289。

## 政治
皮约斯所属的省级选区为利穆地区县。

## 人口

1962-2008年间皮约斯人口变化图示

皮约斯于2022年1月1日时的人口数量为967人。